# Use Your Illusion Tour
Use Your Illusion Tour bylo koncertní turné hard rockové kapely Guns N' Roses, které trvalo od 20. ledna 1991 do 17. července 1993. Jde nejen o nejdelší turné kapely, ale také o jedno z nejdelších turné rockové historie. Během turné bylo odehráno celkem 192 koncertů v 27 zemích. Turné bylo ovšem také zdrojem kontroverzí, především kvůli opožděným začátkům vystoupení, výtržnostem, zrušeným vystoupením a celkovému chováním kapely a především jejího zpěváka Axla Rose.
Use Your Illusion Tour bylo plánováno jako propagační turné pro alba Use Your Illusion I a Use Your Illusion II. Během turné se Guns N' Roses dostali na vrchol své popularity, když turné navštívilo asi 7 milionů fanoušků a alba dosáhla vysoké celosvětové prodejnosti.
Živé nahrávky z turné byly vydány jako dvě VHS a později dvě DVD záznamu koncertu z Tokia z roku 1992 pod názvy Use Your Illusion I a Use Your Illusion II a poté jako dvojalbum Live Era: '87-'93. Záběry z turné byly použity ve videoklipech kapely, například k písni „Estranged“. Bylo také plánováno, že záběry z turné budou použity v dokumentu Perfect Crime, který měl turné popisovat, ale tento dokument nebyl nikdy vydán.
Use Your Illusion Tour nebylo obrovské jen do počtu a velikosti koncertů, ale také co se týče technických aspektů a velikostí štábu, který měl asi 80 členů. Obchodní časopis Performance vyhlásil štáb turné „Štábem roku 1991“.

## Setlist
První typický setlist:
1. "Perfect Crime"
2. "Mr. Brownstone"
3. "Right Next Door To Hell"
4. "Bad Obsession"
5. "Live and Let Die" (cover od Wings)
6. "It's So Easy"
7. "Yesterdays"
8. "Dust N' Bones"
9. "Double Talkin' Jive"
10. "Civil War"
11. "Patience"
12. "You Could Be Mine"
13. "November Rain"
14. "My Michelle"
15. "14 Years"
16. "Nightrain"
17. "Welcome to the Jungle"
18. "Pretty Tied Up"
19. "Rocket Queen"
20. "Don't Cry"
21. "Knockin' on Heaven's Door" (Bob Dylan cover)
22. "You Ain't the First"
23. "Used to Love Her"
24. "Move to the City"
25. "Sweet Child o' Mine"
26. "You're Crazy"
27. "Locomotive"
28. "Out ta Get Me"
29. "Dead Horse"
30. "Estranged"
31. "Paradise City"

Druhý typický setlist:
1. "Nightrain"
2. "Mr. Brownstone"
3. "Live and Let Die" (Wings cover)
4. "It's So Easy"
5. "Bad Obsession"
6. "Attitude" (Misfits cover)
7. "Pretty Tied Up"
8. "Welcome to the Jungle"
9. "Don't Cry"
10. "Double Talkin' Jive"
11. "Civil War"
12. "Wild Horses" (The Rolling Stones cover)
13. "Patience"
14. "You Could Be Mine"
15. "November Rain"
16. "Sweet Child o' Mine"
17. "So Fine"
18. "Rocket Queen"
19. "Move to the City"
20. "Knockin' on Heaven's Door" (Bob Dylan cover)
21. "Estranged"
22. "Paradise City"

Třetí typický setlist:
1. "It's So Easy"
2. "Mr. Brownstone"
3. "Live and Let Die" (Wings cover)
4. "Bad Obsession"
5. "Attitude" (Misfits cover)
6. "Don't Cry"
7. "Double Talkin' Jive"
8. "Civil War"
9. "Welcome to the Jungle"
10. "Wild Horses" (The Rolling Stones cover)
11. "Patience"
12. "It's Alright" (Black Sabbath cover)
13. "November Rain"
14. "You Could Be Mine"
15. "Sweet Child o' Mine"
16. "Knockin' on Heaven's Door" (Bob Dylan cover)
17. "Estranged"
18. "Paradise City"

Čtvrtý typický setlist:
1. "It's So Easy"
2. "Mr. Brownstone"
3. "Live and Let Die" (Wings cover)
4. "Attitude" (Misfits cover)
5. "Bad Obsession"
6. "Always on the Run" (Lenny Kravitz cover)
7. "Double Talkin' Jive"
8. "Civil War"
9. "Wild Horses" (The Rolling Stones cover)
10. "Patience"
11. "You Could Be Mine"
12. "It's Alright" (Black Sabbath cover)
13. "November Rain"
14. "Sweet Child o' Mine"
15. "Welcome to the Jungle"
16. "Knockin' on Heaven's Door" (Bob Dylan cover)
17. "Mama Kin" (Aerosmith cover)
18. "Train Kept A-Rollin'" (Tiny Bradshaw cover)
19. "Don't Cry"
20. "Paradise City"

Pátý typický setlist:
1. "Nightrain"
2. "Mr. Brownstone"
3. "Yesterdays"
4. "Live and Let Die" (Wings cover)
5. "Attitude" (Misfits cover)
6. "Welcome to the Jungle"
7. "Double Talkin' Jive"
8. "Dead Flowers" (The Rolling Stones cover)
9. "You Ain't the First"
10. "You're Crazy"
11. "Used to Love Her"
12. "Patience"
13. "Knockin' on Heaven's Door" (Bob Dylan cover)
14. "November Rain"
15. "Dead Horse"
16. "You Could Be Mine"
17. "Sweet Child o' Mine"
18. "Paradise City"

## Seznam koncertů
| Datum                                | Město                 | Stát               | Místo                                 |
| Rock In Rio II                       | Rock In Rio II        | Rock In Rio II     | Rock In Rio II                        |
| ------------------------------------ | --------------------- | ------------------ | ------------------------------------- |
| 20. ledna 1991                       | Rio de Janeiro        | Brazílie           | Estádio do Maracanã                   |
| 23. ledna 1991                       | Rio de Janeiro        | Brazílie           | Estádio do Maracanã                   |
| Warm-up shows                        |                       |                    |                                       |
| 9. května 1991                       | San Francisco         | Spojené státy      | Warfield Theatre                      |
| 11. května 1991                      | Los Angeles           | Spojené státy      | Pantages Theatre                      |
| 16. května 1991                      | New York City         | Spojené státy      | The Ritz                              |
| Severní Amerika                      |                       |                    |                                       |
| 24. května 1991                      | East Troy             | Spojené státy      | Alpine Valley Music Theatre           |
| 25. května 1991                      | East Troy             | Spojené státy      | Alpine Valley Music Theatre           |
| 28. května 1991                      | Noblesville           | Spojené státy      | Deer Creek Music Center               |
| 29. května 1991                      | Noblesville           | Spojené státy      | Deer Creek Music Center               |
| 1. června 1991                       | Grove City            | Spojené státy      | Capital Music Center                  |
| 2. června 1991                       | Toledo                | Spojené státy      | Toledo Speedway                       |
| 4. června 1991                       | Richfield             | Spojené státy      | Richfield Coliseum                    |
| 7. června 1991                       | Toronto               | Kanada             | CNE Grandstand                        |
| 8. června 1991                       | Toronto               | Kanada             | CNE Grandstand                        |
| 10. června 1991                      | Saragota Springs      | Spojené státy      | Saratoga Performing Arts Center       |
| 11. června 1991                      | Hershey               | Spojené státy      | Hersheypark Stadium                   |
| 13. června 1991                      | Filadelfie            | Spojené státy      | The Spectrum                          |
| 15. června 1991                      | Bristol               | Spojené státy      | Lake Compounce                        |
| 17. června 1991                      | Uniondale             | Spojené státy      | Nassau Veterans Memorial Coliseum     |
| 19. června 1991                      | Landover              | Spojené státy      | Capital Centre                        |
| 20. června 1991                      | Landover              | Spojené státy      | Capital Centre                        |
| 21. června 1991                      | Bristol               | Spojené státy      | Bristol Motor Speedway                |
| 22. června 1991                      | Hampton               | Spojené státy      | Hampton Coliseum                      |
| 23. června 1991                      | Charlotte             | Spojené státy      | Charlotte Coliseum                    |
| 25. června 1991                      | Greensboro            | Spojené státy      | Greensboro Coliseum                   |
| 26. června 1991                      | Knoxville             | Spojené státy      | Thompson–Boling Arena                 |
| 29. června 1991                      | Lexington             | Spojené státy      | Rupp Arena                            |
| 30. června 1991                      | Birmingham            | Spojené státy      | Birmingham Race Course                |
| 2. července 1991                     | Maryland Heights      | Spojené státy      | Riverport Amphitheatre                |
| 3. července 1991                     | Maryland Heights      | Spojené státy      | Riverport Amphitheatre                |
| 4. července 1991                     | Tinley Park           | Spojené státy      | World Music Theater                   |
| 6. července 1991                     | Bonner Springs        | Spojené státy      | Sandstone Amphitheater                |
| 8. července 1991                     | Dallas                | Spojené státy      | Coca-Cola Starplex Amphitheatre       |
| 9. července 1991                     | Dallas                | Spojené státy      | Coca-Cola Starplex Amphitheatre       |
| 11. července 1991                    | Denver                | Spojené státy      | McNichols Sports Arena                |
| 12. července 1991                    | Greenwood Village     | Spojené státy      | Fiddler's Green Amphitheatre          |
| 13. července 1991                    | Salt Lake City        | Spojené státy      | Salt Palace Arena                     |
| 16. července 1991                    | Tacoma                | Spojené státy      | Tacoma Dome                           |
| 17. července 1991                    | Tacoma                | Spojené státy      | Tacoma Dome                           |
| 19. července 1991                    | Mountain View         | Spojené státy      | Shoreline Amphitheatre                |
| 20. července 1991                    | Mountain View         | Spojené státy      | Shoreline Amphitheatre                |
| 23. července 1991                    | Sacramento            | Spojené státy      | ARCO Arena                            |
| 25. července 1991                    | Costa Mesa            | Spojené státy      | Pacific Amphitheatre                  |
| 26. července 1991                    | Costa Mesa            | Spojené státy      | Pacific Amphitheatre                  |
| 29. července 1991                    | Inglewood             | Spojené státy      | Great Western Forum                   |
| 30. července 1991                    | Inglewood             | Spojené státy      | Great Western Forum                   |
| 2. srpna 1991                        | Inglewood             | Spojené státy      | Great Western Forum                   |
| 3. srpna 1991                        | Inglewood             | Spojené státy      | Great Western Forum                   |
| Evropa                               |                       |                    |                                       |
| 13. srpna 1991                       | Helsinky              | Finsko             | Helsinki Ice Hall                     |
| 14. srpna 1991                       | Helsinky              | Finsko             | Helsinki Ice Hall                     |
| 16. srpna 1991                       | Stockholm             | Švédsko            | Globen                                |
| 17. srpna 1991                       | Stockholm             | Švédsko            | Globen                                |
| 19. srpna 1991                       | Kodaň                 | Dánsko             | Forum Copenhagen                      |
| 21. srpna 1991                       | Oslo                  | Norsko             | Oslo Spectrum                         |
| 24. srpna 1991                       | Mannheim              | Německo            | Maimarktgelände                       |
| 31. srpna 1991                       | Londýn                | Spojené království | Wembley Stadium                       |
| Severní Amerika                      |                       |                    |                                       |
| 5. prosince 1991                     | Worcester             | Spojené státy      | Worcester Centrum                     |
| 6. prosince 1991                     | Worcester             | Spojené státy      | Worcester Centrum                     |
| 9. prosince 1991                     | New York City         | Spojené státy      | Madison Square Garden                 |
| 10. prosince 1991                    | New York City         | Spojené státy      | Madison Square Garden                 |
| 13. prosince 1991                    | New York City         | Spojené státy      | Madison Square Garden                 |
| 16. prosince 1991                    | Filadelfie            | Spojené státy      | The Spectrum                          |
| 17. prosince 1991                    | Filadelfie            | Spojené státy      | The Spectrum                          |
| 18. prosince 1991                    | St. Petersburg        | Spojené státy      | Suncoast Dome                         |
| 31. prosince 1991                    | Miami Gardens         | Spojené státy      | Joe Robbie Stadium                    |
| 3. ledna 1992                        | Baton Rouge           | Spojené státy      | LSU Assembly Center                   |
| 4. ledna 1992                        | Biloxi                | Spojené státy      | Mississippi Coast Coliseum            |
| 7. ledna 1992                        | Memphis               | Spojené státy      | Pyramid Arena                         |
| 9. ledna 1992                        | Houston               | Spojené státy      | The Summit                            |
| 10. ledna 1992                       | Houston               | Spojené státy      | The Summit                            |
| 13. ledna 1992                       | Fairborn              | Spojené státy      | Nutter Center                         |
| 14. ledna 1992                       | Fairborn              | Spojené státy      | Nutter Center                         |
| 21. ledna 1992                       | Minneapolis           | Spojené státy      | Target Center                         |
| 22. ledna 1992                       | Minneapolis           | Spojené státy      | Target Center                         |
| 25. ledna 1992                       | Paradise              | Spojené státy      | Thomas & Mack Center                  |
| 27. ledna 1992                       | San Diego             | Spojené státy      | San Diego Sports Arena                |
| 28. ledna 1992                       | San Diego             | Spojené státy      | San Diego Sports Arena                |
| 31. ledna 1992                       | Chandler              | Spojené státy      | Compton Terrace                       |
| 1. února 1992                        | Chandler              | Spojené státy      | Compton Terrace                       |
| Asie                                 |                       |                    |                                       |
| 19. února 1992                       | Tokio                 | Japonsko           | Tokyo Dome                            |
| 20. února 1992                       | Tokio                 | Japonsko           | Tokyo Dome                            |
| 22. února 1992                       | Tokio                 | Japonsko           | Tokyo Dome                            |
| Severní Amerika                      |                       |                    |                                       |
| 1. dubna 1992                        | Ciudad de México      | Mexiko             | Palacio de los Deportes               |
| 2. dubna 1992                        | Ciudad de México      | Mexiko             | Palacio de los Deportes               |
| 6. dubna 1992                        | Oklahoma City         | Spojené státy      | Myriad Arena                          |
| 9. dubna 1992                        | Rosemont              | Spojené státy      | Rosemont Horizon                      |
| 10. dubna 1992                       | Rosemont              | Spojené státy      | Rosemont Horizon                      |
| 13. dubna 1992                       | Auburn Hills          | Spojené státy      | The Palace of Auburn Hills            |
| 14. dubna 1992                       | Auburn Hills          | Spojené státy      | The Palace of Auburn Hills            |
| Evropa                               |                       |                    |                                       |
| 20. dubna 1992                       | Londýn                | Spojené království | Wembley Stadium                       |
| 16. května 1992                      | Slane                 | Irsko              | Slane Festival                        |
| 20. května 1992                      | Praha                 | Československo     | Velký strahovský stadion              |
| 22. května 1992                      | Budapešť              | Maďarsko           | Puskás Ferenc Stadion                 |
| 23. května 1992                      | Vídeň                 | Rakousko           | Donauinsel                            |
| 26. května 1992                      | Berlín                | Německo            | Olympiastadion                        |
| 28. května 1992                      | Stuttgart             | Německo            | Cannstatter Wasen                     |
| 30. května 1992                      | Kolín nad Rýnem       | Německo            | Müngersdorfer Stadion                 |
| 3. června 1992                       | Hannover              | Německo            | Niedersachsenstadion                  |
| 5. června 1992                       | Werchter              | Belgie             | Werchter Park                         |
| 6. června 1992                       | Paříž                 | Francie            | Hippodrome de Vincennes               |
| 13. června 1992                      | Londýn                | Spojené království | Wembley Stadium                       |
| 14. června 1992                      | Manchester            | Spojené království | Maine Road                            |
| 16. června 1992                      | Gateshead             | Spojené království | Gateshead International Stadium       |
| 20. června 1992                      | Würzburg              | Německo            | Airdrome Würzburg-Schenkenturm        |
| 21. června 1992                      | Basilej               | Švýcarsko          | St. Jakob-Park                        |
| 23. června 1992                      | Rotterdam             | Nizozemsko         | Stadion Feijenoord                    |
| 24. června 1992                      | Ghent                 | Belgie             | Expo Hall                             |
| 27. června 1992                      | Turín                 | Itálie             | Stadio delle Alpi                     |
| 28. června 1992                      | Řím                   | Itálie             | –                                     |
| 30. června 1992                      | Sevilla               | Španělsko          | Estadio Benito Villamarín             |
| 2. července 1992                     | Lisabon               | Portugalsko        | Estádio José Alvalade                 |
| 4. července 1992                     | Madrid                | Španělsko          | Estadio Vicente Calderón              |
| 5. července 1992                     | Barcelona             | Španělsko          | Estadi Olímpic Lluís Companys         |
| Jižní Amerika                        |                       |                    |                                       |
| 25. listopadu 1992                   | Caracas               | Venezuela          | Poliedro de Caracas                   |
| 29. listopadu 1992                   | Bogotá                | Kolumbie           | Estadio El Campín                     |
| 2. prosince 1992                     | Santiago              | Chile              | Estadio Nacional de Chile             |
| 5. prosince 1992                     | Buenos Aires          | Argentina          | Estadio Monumental                    |
| 6. prosince 1992                     | Buenos Aires          | Argentina          | Estadio Monumental                    |
| 10. prosince 1992                    | São Paulo             | Brazílie           | Arena Anhembi                         |
| 12. prosince 1992                    | São Paulo             | Brazílie           | Arena Anhembi                         |
| 13. prosince 1992                    | Rio de Janeiro        | Brazílie           | Autódromo Internacional Nelson Piquet |
| Asie / Oceánie                       |                       |                    |                                       |
| 12. ledna 1993                       | Tokio                 | Japonsko           | Tokyo Dome                            |
| 14. ledna 1993                       | Tokio                 | Japonsko           | Tokyo Dome                            |
| 15. ledna 1993                       | Tokio                 | Japonsko           | Tokyo Dome                            |
| 30. ledna 1993                       | Sydney                | Austrálie          | Eastern Creek Raceway                 |
| 1. února 1993                        | Melbourne             | Austrálie          | Calder Park Raceway                   |
| 6. února 1993                        | Auckland              | Nový Zéland        | Mount Smart Stadium                   |
| Severní Amerika (Skin N’ Bones Tour) |                       |                    |                                       |
| 23. února 1993                       | Austin                | Spojené státy      | Frank Erwin Center                    |
| 25. února 1993                       | Birmingham            | Spojené státy      | Jefferson Civic Arena                 |
| 6. března 1993                       | New Haven             | Spojené státy      | New Haven Coliseum                    |
| 8. března 1993                       | Portland              | Spojené státy      | Cumberland County Civic Center        |
| 9. března 1993                       | Hartford              | Spojené státy      | Hartford Civic Center                 |
| 12. března 1993                      | Hamilton              | Kanada             | Copps Coliseum                        |
| 16. března 1993                      | Augusta               | Spojené státy      | Augusta Civic Center                  |
| 17. března 1993                      | Boston                | Spojené státy      | Boston Garden                         |
| 20. března 1993                      | Iowa City             | Spojené státy      | Carver–Hawkeye Arena                  |
| 21. března 1993                      | Fargo                 | Spojené státy      | Fargodome                             |
| 24. března 1993                      | Winnipeg              | Kanada             | Winnipeg Arena                        |
| 26. března 1993                      | Saskatoon             | Kanada             | Saskatchewan Place                    |
| 28. března 1993                      | Edmonton              | Kanada             | Northlands Coliseum                   |
| 30. března 1993                      | Vancouver             | Kanada             | BC Place                              |
| 1. dubna 1993                        | Portland              | Spojené státy      | Memorial Coliseum                     |
| 3. dubna 1993                        | Sacramento            | Spojené státy      | ARCO Arena                            |
| 4. dubna 1993                        | Reno                  | Spojené státy      | Lawlor Events Center                  |
| 7. dubna 1993                        | Salt Lake City        | Spojené státy      | Delta Center                          |
| 9. dubna 1993                        | Rapid City            | Spojené státy      | Don Barnett Arena                     |
| 10. dubna 1993                       | Omaha                 | Spojené státy      | Omaha Civic Auditorium                |
| 13. dubna 1993                       | Auburn Hills          | Spojené státy      | The Palace of Auburn Hills            |
| 14. dubna 1993                       | Atlanta               | Spojené státy      | The Omni                              |
| 15. dubna 1993                       | Roakane               | Spojené státy      | Roanoke Civic Center                  |
| 16. dubna 1993                       | Chapel Hill           | Spojené státy      | Dean Smith Center                     |
| 18. dubna 1993                       | Virginia Beach        | Spojené státy      | Virginia Beach Amphitheatre           |
| 21. dubna 1993                       | Guadalajara           | Mexiko             | Estadio Jalisco                       |
| 23. dubna 1993                       | Ciudad de México      | Mexiko             | Palacio de los Deportes               |
| 24. dubna 1993                       | Ciudad de México      | Mexiko             | Palacio de los Deportes               |
| 27. dubna 1993                       | Monterrey             | Mexiko             | Estadio Universitario                 |
| 28. dubna 1993                       | Monterrey             | Mexiko             | Estadio Universitario                 |
| 1. května 1993                       | Cincinnati            | Spojené státy      | Riverfront Coliseum                   |
| 3. května 1993                       | Providence            | Spojené státy      | Providence Civic Center               |
| 4. května 1993                       | Albany                | Spojené státy      | Knickerbocker Arena                   |
| 6. května 1993                       | Amherst               | Spojené státy      | Mullins Center                        |
| Evropa / Izrael (Skin N’ Bones Tour) |                       |                    |                                       |
| 22. května 1993                      | Tel Aviv              | Izrael             | Yarkon Park                           |
| 24. května 1993                      | Athény                | Řecko              | Olympiakó Stádio Athinon              |
| 26. května 1993                      | Istanbul              | Turecko            | İnönü Stadyumu                        |
| 29. května 1993                      | Milton Keynes         | Spojené království | National Bowl                         |
| 30. května 1993                      | Milton Keynes         | Spojené království | National Bowl                         |
| 2. června 1993                       | Vídeň                 | Rakousko           | Ernst-Happel-Stadion                  |
| 5. června 1993                       | Nijmegen              | Nizozemsko         | Goffertpark                           |
| 6. června 1993                       | Nijmegen              | Nizozemsko         | Goffertpark                           |
| 8. června 1993                       | Kodaň                 | Dánsko             | Gentofte Stadion                      |
| 10. června 1993                      | Oslo                  | Norsko             | Valle Hovin                           |
| 12. června 1993                      | Stockholm             | Švédsko            | Stockholms Olympiastadion             |
| 16. června 1993                      | Basilej               | Švýcarsko          | St. Jakob-Park                        |
| 18. června 1993                      | Brémy                 | Německo            | Weserstadion                          |
| 19. června 1993                      | Kolín nad Rýnem       | Německo            | Müngersdorfer Stadion                 |
| 22. června 1993                      | Karlsruhe             | Německo            | Wildparkstadion                       |
| 25. června 1993                      | Frankfurt nad Mohanem | Německo            | Waldstadion                           |
| 26. června 1993                      | Mnichov               | Německo            | Olympiastadion                        |
| 29. června 1993                      | Modena                | Itálie             | Stadio Alberto Braglia                |
| 30. června 1993                      | Modena                | Itálie             | Stadio Alberto Braglia                |
| 2. července 1993                     | Cava de' Tirreni      | Itálie             | Stadio Simonetta Lamberti             |
| 5. července 1993                     | Barcelona             | Španělsko          | Estadi Olímpic Lluís Companys         |
| 6. července 1993                     | Madrid                | Španělsko          | Estadio Vicente Calderón              |
| 8. července 1993                     | Nancy                 | Francie            | Zénith de Nancy                       |
| 9. července 1993                     | Lyon                  | Francie            | Halle Tony Garnier                    |
| 11. července 1993                    | Werchter              | Belgie             | Rock Werchter                         |
| 13. července 1993                    | Paříž                 | Francie            | Palais Omnisports de Paris-Bercy      |
| Jižní Amerika (Skin N’ Bones Tour)   |                       |                    |                                       |
| 16. července 1993                    | Buenos Aires          | Argentina          | Estadio Monumental                    |
| 17. července 1993                    | Buenos Aires          | Argentina          | Estadio Monumental                    |

## Sestava
Guns N' Roses
- W. Axl Rose – zpěv, piano, píšťalka, hvízdání, akustická kytara, tamburína, doprovodné vokály
- Slash – sólová kytara, akustická kytara, doprovodné vokály, talkbox, slide kytara
- Izzy Stradlin – doprovodná kytara, doprovodné vokály, akustická kytara, zpěv (1991; 1993 – pět vystoupení)
- Duff McKagan – baskytara, doprovodné vokály, zpěv
- Matt Sorum – bicí, perkuse, doprovodné vokály
- Dizzy Reed – klávesy, piano, doprovodné vokály, perkuse, varhany, tamburína
- Gilby Clarke – doprovodná kytara, doprovdoné vokály (1991–1993)

Doprovodní hudebníci
- Teddy Andreadis – klávesy, doprovodné vokály, foukací harmonika, tamburína
- Roberta Freeman – doprovodné vokály, tamburína
- Traci Amos – doprovodné vokály, tamburína
- Diane Jones – doprovodné vokály, tamburína
- Cece Worrall-Rubin – saxoxon
- Anne King – trubka
- Lisa Maxwell – pozoun